# Candies
Candies (キャンディーズ, Kyandīzu) fue un grupo japonés activo entre 1973 y 1978, formado por Ran Ito (Ran), Yoshiko Tanaka (Sue) y Miki Fujimura (Miki), su primer sencillo fue "Anata ni Muchū". Algunos de sus compositores incluyeron a Michio Yamagami, Kōichi Morita, Yūsuke Hoguchi y Kazuya Senka. El grupo era popular entre los jóvenes japoneses.

## Biografía
The Candies tuvieron ocho canciones top 10: "Toshishita no Otokonoko, "Haru Ichiban", "Natsu ga Kita!" Came! , "Yasashii Akuma", "Shochū Omimai Mōshiagemasu", "Un, Deux, Trois", "Wana" y "Hohoemi Gaeshi" . Fueron un grupo idol representativo de Japón en la década de 1970 junto con Pink Lady. 
En el apogeo de su popularidad el 17 de julio de 1977, en el anfiteatro de hibiya frente a 3.000 personas y sin consultarle a su agencia, anuncian abruptamente su renuncia del mundo de la música, diciendo la famosa frase "Futsuu no on'nanoko ni modoritai" ("Queremos volver a ser chicas normales") tras decir estas palabras se tiraron al piso del escenario teniendo que ser sacadas casi a rastras por el staff . 
9 meses después del acontecimiento en el anfiteatro de hibiya dan su concierto de despedida, el cual se llevó a cabo en el Korakuen Stadium el 4 de abril de 1978 frente a un aproximado de 55.000 personas. 
Unos años después de dejar la industria, Ran y Sue regresaron como actrices. Miki volvió a cantar, pero renunció poco después de casarse. En 2008, había planes para una gira de reunión de Candies para celebrar los 35 años desde su debut y los 30 años desde su épico concierto de despedida. La gira nunca se llevó a cabo, principalmente debido al horario de actuación de Sue y al deseo de Miki de permanecer fuera de la vista del público. Sin embargo, el trío contribuyó con imágenes y ensayos para lanzar un álbum conmemorativo de lo mejor de "Time Capsule" y no se reunió durante la producción. 
En 2011, el programa de música japonés Music Station las incluyó en su Top 50 de ídolos de todos los tiempos según sus cifras de ventas. Se colocaron en el puesto 32, con ventas que superaron los 5.000.000.
Sue murió de cáncer de mama en abril de 2011. Ran y Miki pronunciaron un elogio en su funeral. Sue también dejó una grabación de sus pensamientos finales. En esta grabación (así como en el elogio de Miki), se reveló que las tres miembros nunca más tuvieron la oportunidad de reunirse, pero siempre desearon volver a actuar y verse (en 2019, Ran Ito comenzó a actuar nuevamente como cantante solista). 

## Legado
El Wotagei (pasos, gritos, saltos, respuestas, coros y movimientos durante los conciertos de las idol´s) fue una creación de candies, junto con su discográfica distribuían unos panfletos antes de los conciertos, llamados Ouen Panfureto en el cual especificaban como "gritar, saltar y apoyar" durante cada canción y concierto.

## Discografía[3]

### Sencillos
Estas canciones se encuentran en Youtube.
Vocal Principal: Sue (1,2,3,4) Ran (5,6,7,8,9,10,11,12,13,14,15,17,18) Miki (16)
|    | Título                                                  | Año  |
| -- | ------------------------------------------------------- | ---- |
| 1  | Anata ni Muchū (あなたに夢中?)                          | 1973 |
| 2  | Soyokaze no Kuchizuke (そよ風のくちづけ?)               | 1974 |
| 3  | Abunai Doyōbi (危い土曜日?)                             | 1974 |
| 4  | Namida no Kisetsu (なみだの季節?)                       | 1974 |
| 5  | Toshishita no Otoko no Ko (年下の男の子?)               | 1975 |
| 6  | Uchiki na Aitsu (内気なあいつ?)                         | 1975 |
| 7  | Sono Ki ni Sasenaide (その気にさせないで?)              | 1975 |
| 8  | Heart no Ace ga Detekonai (ハートのエースが出てこない?) | 1975 |
| 9  | Haru Ichiban (春一番?)                                  | 1976 |
| 10 | Natsu ga Kita! (夏が来た!?)                             | 1976 |
| 11 | Heart Dorobō (ハート泥棒?)                              | 1976 |
| 12 | Aishū no Symphony (哀愁のシンフォニー?)                 | 1976 |
| 13 | Yasashii Akuma (やさしい悪魔?)                          | 1977 |
| 14 | Shochū Omimai Mōshiagemasu (暑中お見舞い申し上げます?)  | 1977 |
| 15 | Un Deux Trois (アン・ドゥ・トロワ?)                     | 1977 |
| 16 | Wana (わな?)                                            | 1977 |
| 17 | Hohoemi Gaeshi (微笑がえし?)                            | 1978 |
| 18 | Tsubasa (つばさ?)                                       | 1978 |

### Vídeo[3]
|   | Título                                    | Modo    |
| - | ----------------------------------------- | ------- |
| 1 | Candies Forever (1978 Final Carnival)     | DVD     |
| 2 | Candies Treasure (1977-1978 Live)         | DVD     |
| 3 | Candies Treasure VOL.1 (1977 Live)        | Blu-ray |
| 4 | Candies Treasure VOL.2 (1977 Live)        | Blu-ray |
| 5 | Candies Treasure VOL.3 (1978 Live)        | Blu-ray |
| 6 | Candies Treasure VOL.4 (TV Live)          | Blu-ray |
| 7 | The Final Carnival (The Complete Version) | DVD     |